# Сальевский сельсовет
Сальевский сельсовет — муниципальное образование в Дуванском районе Башкортостана. 

## История
Согласно «Закону о границах, статусе и административных центрах муниципальных образований в Республике Башкортостан» имеет статус сельского поселения.

## Население
| 2002 | 2010 | 2012 | 2013 | 2014 | 2015 | 2016 |
| ---- | ---- | ---- | ---- | ---- | ---- | ---- |
| 940  | ↘871 | ↘841 | ↘818 | ↘788 | ↗803 | ↘782 |
| 2017 |      |      |      |      |      |      |
| ↗786 |      |      |      |      |      |      |

## Состав сельского поселения
| № | Населённый пункт | Тип населённого пункта       | Население |
| - | ---------------- | ---------------------------- | --------- |
| 1 | Сальевка         | село, административный центр | ↗786      |